# 불규칙한 수면-각성 리듬
불규칙한 수면-각성 리듬(Irregular sleep–wake rhythm)은 일주기 리듬 수면 장애의 매우 드문 형태로 알려져있다. 24시간 내내 수많은 낮잠을 자거나 주요 야간 수면 기간 동안에 에피소드가 없는이러한 다양한 불안정한 패턴으로 인해서 하루가 불규칙한 것이 주요 특징이다. 이러한 맥락(context)에서 고통받는 사람들은 깨어 있거나 잠든 시간에 대한 패턴이 보다 안정적이지 않으며 따라서 이러한 연유로 인한 것으로 보이는 수면의 질이 낮은 상태를 보일수 있으며 깨어 있는 동안 종종 매우 졸릴 수 있다. 24시간당 총 수면 시간은 해당 연령의 정상범위에서 확인될수있다. 이러한 장애(disorder)는 심각한 상태로의 이행을 예상할 수 있다.  이것은 사회적, 가족적, 직업적 문제를 일으킬 수 있으며, 사람이 관계와 책임을 유지하는 것을 어렵게 만들고 사람을 집에 묶이고 고립되게 만들 수 있으며 건강상의 문제를 야기하는 원인중 하나가 될수있다.

## 수면-각성 리듬
태양(sun)으로부터 영향받는 24시간의 주기성을 갖는 모든 생리현상을 일주기리듬(cradian rhythm)이라고 정의해본다면 이러한 대표적인 일주기리듬 현상으로 수면-각성 리듬(sleep-wake rhythm)이 있으며 소화기, 내분비, 심혈관계도 일주기리듬을 갖는다고 이해하고 있다.

## 일주기율동
일주기 율동(日週期律動)은 24시간 주기로 거의 같은 시각에 규칙적으로 반복해서 발생하는 현상. 잠, 식욕, 체온, 호르몬 분비와 같은 생리학적 변화 따위가 포함된다.

## 일주기율동 수면장애
일주기율동 수면장애(日週期律動睡眠障礙)는 생체 시계의 이상으로 인해 잠이 드는 시각이나 수면 지속 시간에 장애가 나타나는 일이다.

## 같이 보기
- 기면증
- 싸움-도주 반응